# Eleni Zaroulia
Eleni Zaroulia (griechisch Ελένη Ζαρούλια; * 26. Mai 1961 in Athen) war Politikerin der griechischen rechtsextremen Partei Chrysi Avgi und seit der griechischen Parlamentswahl im Mai 2012 bis 2019 Abgeordnete des griechischen Parlaments. Im Zusammenhang mit dem Gerichtsprozess gegen ihre Partei und deren Führung wegen Bildung einer kriminellen Vereinigung, wurde Zaroulia 2020 zu einer Haftstrafe verurteilt.

## Leben
Sie ist mit dem Parteivorsitzenden der Chrysi Avgi, Nikolaos Michaloliakos, verheiratet und hat eine Tochter.
Im Oktober 2013 bespuckte Zaroulia vor laufender Kamera einen Journalisten, der Fragen zu ihrem verhafteten Ehemann hatte.

## Politik
Zaroulia war im Ausschuss für Gleichheit und Nicht-Diskriminierung des Europarates tätig. In einer Sitzung des griechischen Parlamentes nannte sie Immigranten „Untermenschen“, die alle Sorten von Krankheiten übertragen würden. Im Januar 2013 protestierten dagegen mehrere Abgeordnete der Parlamentarischen Versammlung des Europarates.
Im März 2014 wurde die parlamentarische Immunität von Zaroulia aufgehoben.